# 3-(p-Fluorobenzoyloxy)tropane
3β-(p-Fluorobenzoyloxy) tropane, (8-Methyl-8-azabicyclo [3.2.1] oct-3-yl 4 florobenzoic axit este, 4 fluorotropacocaine, 3-Pseudotropyl-4-fluorobenzoate, 3-pseudotropyl-4 -fluorobenzoate, pFBT) là một dẫn xuất thuốc tropane đóng vai trò như một chất gây mê cục bộ, có khoảng 30% những tiềm năng kích thích của cocaine nhưng xung quanh những tiềm năng tương tự như gây tê cục bộ.  Nó đã được nghiên cứu như là một tác nhân phóng xạ tiềm năng để nghiên cứu liên kết với thụ thể, nhưng không được áp dụng cho ứng dụng này. Tuy nhiên, ứng dụng chính cho fluorotropacocaine là một chất tương tự thuốc thiết kế của cocaine, được phát hiện lần đầu tiên bởi EMCDDA vào năm 2008, và sau đó được bán như một thành phần của các sản phẩm bột "muối tắm" khác nhau, thường được trộn lẫn trong kết hợp với các thuốc kích thích khác như caffeine, dimethocaine, desoxypipradrol hoặc các dẫn xuất cathinone thay thế.